# Killuragh-Höhle
Die Killuragh-Höhle (englisch Killuragh cave, irisch pluais na Cille Iúraí) liegt am östlichen Rand eines mehr als 60 m über dem Meeresspiegel liegenden Kalksteinriffs, südlich von Cappamore im Townland Killuragh (irisch an Chill Iúrach) im County Limerick in Irland. Der Steilhang ist bis zu 10 m hoch und an einer Stelle liegt etwa zwei Meter unterhalb des Gipfels eine flache Terrasse. Die Zugänge zum Höhlensystem liegen am Nordende der Terrasse. Die östliche Böschung steht über der Flussaue des Mulkear River.
Die Höhle wurde zum ersten Mal vom damaligen Grundbesitzer untersucht. Archäologische Bedeutung erhielt sie, als zusammen mit Knochen ein Hohlschaber und eine polierte Steinaxt aus Feuerstein gefunden wurden. Die Knochen und die Steinaxt wurden in etwa 0,60 m unter der damaligen Oberfläche in dem kleinen Kreuzungsbereich zwischen Zugang und Hauptkammer gefunden. Die Artefakte, die auch menschliche und tierische Knochen sowie Fragmente von verbranntem Material und Flecken von Holzkohle enthielten, wurden dem Nationalmuseum von Irland übergeben. In der Folge wurden Ausgrabungen der Ablagerungen in und vor der Höhle durchgeführt.
Es gibt zwei Zugänge zur Hauptkammer, wo die meisten Relikte in situ entdeckt wurden. Die Kammer ist etwa 2,0 m lang 1,0–1,5 m breit und wenig über 1,0 m hoch. Der Nebengang A liegt im Süden der Hauptkammer und wird nach einigen Metern zu schmal für eine Untersuchung. Nebengang B verläuft als Verlängerung des Zugangs 2 von der Hauptkammer nach Westen in den Hügel und ist ebenfalls sehr schmal. Andere zusammengebrochene und verfüllte Zugänge wurden sowohl auf der Terrasse als auch am unteren Ende der Böschung gefunden. Eine Untersuchung des Hügels in der Hoffnung Hinweise auf ein umfassenderes Höhlensystem wurde von Geoarc ohne Erfolg vorgenommen.
Die Untersuchung von 1993 konzentrierte sich auf die Hauptkammer. Sie zeigte diese Schichtfolge:
- bis 0,2 m lockerer Boden.
- bis zu 1,0 m dicke Schicht graubraunen Schlamms. Diese Schicht hatte eine Schicht aus geschwärzten Steinen an der Basis. Das archäologische Material war innerhalb dieser Schicht konzentriert.
- Die beiden unteren Schichten aus Schluff, Sand und Ton enthielten keine Knochen oder Holzkohle.

Die Ausgrabung erbrachte tierische und menschliche Knochen sowie eine verwitterte Feuersteinklinge. Der Aushub der Untersuchung blieb auf der Terrasse liegen und der Grundbesitzer machte darin ab 1994 archäologische Funde. Er fand eine Reihe von Topfscherben und Feuerstein als Klinge, Mikrolithen, Schaber und Abschläge. Nachdem er das Material dem National Museum überstellt hatte, entfernte er den größten Teil, wobei mehrere Objekte in der unmittelbaren Nähe der Höhle gefunden wurden.
Es wurde eine zweite Ausgrabung des Höhlensystems und seiner Umgebung und eine Überprüfung des Abraums mit Hilfe von Wasser und Sieben beschlossen. Dabei wurden ein weiterer Mikrolith und geringe Mengen Knochenfragmente gefunden, darunter die eines Riesenhirsches (Megaloceros giganteus). Ziel der zweiten Ausgrabungen von 1996 war es, Belege für Aktivitäten im Zusammenhang mit der Höhle zu finden. Testgräben wurden innerhalb und in unmittelbarer Nähe der Höhle und im Bereich der Terrasse ausgehoben, die aber keine wesentlichen Resultate erbrachten. Es gibt Hinweise darauf, dass Material ausgewaschen wurde.
Die Ergebnisse lassen sich wie folgt zusammenfassen:
1. Eine spätglaziale Phase, die durch die Knochen des Riesenhirsches belegt wird, der zu dieser Zeit ausstarb, ist für die Höhle selbst aber nicht belegt.
2. Eine frühe Mittelsteinzeitphase, durch die Mikrolithen und menschliche Überreste vertreten. Menschliche Knochen von zwei Individuen wurden in die frühe Mittelsteinzeit datiert. Die Mikrolithen bestehen aus meist schmalen schräg abgestumpften Objekten.
3. Die späte Mittelsteinzeit, aus der Artefakte weitgehend fehlen, wird von zwei Radiokarbondaten vertreten.
4. Die Jungsteinzeit ist durch zwei Radiokarbondaten und zwei Hohlschaber vertreten.
5. Die Bronzezeit scheint durch Keramik (39 Scherben) und vier Radiokarbondaten dargestellt zu werden.

Die menschlichen Überreste aus der Höhle sind wichtige Ergänzungen über die Menschen der Mittelsteinzeit. Die Funde von Killuragh haben die Entdeckungen frühmittelsteinzeitlicher Feuerbestattungen in der Nähe des Ufers des Shannon (Collins und Coyne 2003) ergänzt.